# Ripipteryx atra
Ripipteryx atra är en insektsart som beskrevs av Jean Guillaume Audinet Serville 1838. Ripipteryx atra ingår i släktet Ripipteryx och familjen Ripipterygidae. Inga underarter finns listade i Catalogue of Life.